# Диди-Смада
Диди-Смада (груз. დიდი სმადა) — село в Грузии, на территории Адигенского муниципалитета края (мхаре) Самцхе-Джавахети.

## География
Село находится в южной части Грузии, на левом берегу реки Кваблиани, на расстоянии 2 километров (по прямой) к востоку от посёлка городского типа Адигени, административного центра муниципалитета. Абсолютная высота — 1163 метра над уровнем моря.

## Население
По результатам официальной переписи населения 2014 года, в Диди-Смаде проживал 271 человек (132 мужчины и 139 женщин). В национальной структуре населения грузины составляли 99,3 %, армяне — 0,7 %.
| Год  | Население, человек |
| ---- | ------------------ |
| 2002 | 379                |
| 2014 | ↘ 271              |